# Pagurus armatus
Pagurus armatus (Dana, 1851) è un crostaceo della famiglia Paguridae.

## Biologia

### Comportamento
Vive di solito all'interno di conchiglie di molluschi appartenenti alla famiglia Naticidae.

### Alimentazione
Si nutre soprattutto di vegetali marini, piccoli crostacei e piccoli pesci.